# Nobu Kōda
En aquest nom japonès, el cognom és Kōda.
Nobu Kōda (japonès: 幸田延)  (Tòquio, 19 d'abril de 1870 - Tòquio, 14 de juny de 1946) fou una compositora, violinista i professora de música japonesa. Fou una de les primeres dones japoneses a estudiar música a l'estranger. Va estudiar al Conservatori de Nova Anglaterra i, posteriorment, va estudiar a Europa. Era germana de l'escriptor Kōda Rohan i de la violinista Andō Kō.

## Biografia
Nobu Kōda provenia de la família del funcionari Kōda Shigenobu i la seva dona Yu, una línia noble samurai que s'havia empobrit arran de la Restauració Meiji. La família Kōda va veure les escoles públiques recentment establertes com una oportunitat per educar els seus fills sense grans recursos econòmics. Una d'aquestes noves institucions era el Centre de Recerca Musical (japonès: 音楽取調掛, Ongaku Torishirabegakari) de Tòquio, una organització precursora del Conservatori de Tòquio (japonès: 東京 音 楽 学校 Tōkyō Ongaku-gakkō, avui: Universitat de les Arts de Tòquio)) al qual Nobu va assistir amb la seva germana Kō i al qual es va graduar el 1884 en violí. Fins a la Restauració Meiji, la música clàssica d'Occident pràcticament no es coneixia al Japó i les classes de violí, especialment en la infància, eren extremadament rares. Ambdues germanes foren, per tant, les dues primeres dones japoneses que van ser enviades oficialment a Amèrica i Europa per a una formació addicional en violí. Nobu va abandonar el Japó el maig de 1889, des del port de Yokohama, per estudiar violí durant un any amb Emil Mahr (1851-1914), alumne de Joseph Joachim, i piano, amb Carl Faelten, al Conservatori de Nova Anglaterra de Boston.
El mandat del Centre de Recerca Musical estipulava que només hauria de formar-se en violí i continuar estudiant a Alemanya durant dos anys després de la seva estada a Boston. Se suposa que els estudis es van continuar a Viena per consell de Rudolf Dittrich, en lloc de fer-ho a Alemanya. El diari de viatges de Nobu mostra que va marxar d'Amèrica des de Nova York amb vaixell el 19 de juliol de 1890 i que va arribar a Bremen deu dies després. Va assistir a una representació de l'òpera Faust de Gounod i va conèixer Hiruma Kenpachi, que dos anys abans que Nobu havia estat enviat a l'estranger, per part del Centre de Recerca Musical, per estudiar violoncel.
L'agost de 1890 Nobu va viatjar a Viena per continuar els seus estudis amb Joseph Hellmesberger junior. Va conèixer el teòric de la música i inventor Tanaka Shōhei, va visitar l'enviat Toda Ujitaka, que estava en contacte amb el saló de Viena de l'escriptora de viatges Rosa von Gerold, i va aprendre alemany per poder ser admesa a estudis posteriors a l'escola superior de música. El 1891 va ingressar i va continuar la seva formació al Conservatori de la Gesellschaft der Musikfreunde de Viena. Els registres del Conservatori mostren que, durant aquest període, Nobu es va dedicar a exercicis d'escala com les obres de Louis Spohr i Joseph Mayseder. A més de Hellmesberger, al Conservatori Nobu també va aprendre composició i harmonia de la mà de Robert Fuchs, i piano amb Friederike Singer i Anton Door. Les entrades del diari de Nobu també suggereixen que, durant la seva estada al Conservatori, també va conèixer el violinista romanès George Enescu, que també hi estudiava en aquell moment.
Després del seu retorn al Japó, va demostrar públicament les seves habilitats en un concert el 1896. Al Japó es van interpretar per primera vegada un concert per a violí de Mendelssohn i la primera part d'un quartet de violí de Haydn. També va cantar Schubert i Brahms i va interpretar el seu propi arranjament d'una fuga de Bach. Es considera que Nobu Kōda és la primera japonesa que va compondre una sonata per a violí. La majoria de les vegades, però, hom recorda falsament l'alumne de Nobu, Taki Rentarō, com el primer compositor japonès de música clàssica occidental, que va escriure dues peces per a piano, inclosa la peça Kōjō no Tsuki ("La Lluna sobre el castell en ruïnes").
Els anys següents Nobu va ensenyar violí, piano, composició i cant al Conservatori de Tòquio com a professora. Entre els seus estudiants hi havia Tamaki Miura, que va esdevenir internacionalment coneguda pel seu paper principal en l'òpera Madama Butterfly de Puccini. A principis de segle, Nobu Kōda es trobava en el punt àlgid de la seva carrera.
Però llavors la premsa va començar a presentar denúncies contra ella. Es qüestionava el seu coneixement i compromís i també se li atribuïa una aventura amb un dels professors de l'escola, el professor alemany August Junker. Les acusacions eren gairebé, amb tota probabilitat, completament falses, però el setembre de 1909 Nobu va renunciar a la seva plaça com a professora i va abandonar el conservatori.
Immediatament després, Nobu va viatjar per Europa durant un any fins al 1910. Va visitar Viena, va rebre classes de cant i piano a Berlín, i classes de violí de Karl Markees, va visitar París i va tornar al Japó a través de Londres i Southampton. Va escriure un diari dels seus viatges en alemany. Es va convertir en professora particular a domicili, i es dedicà a ensenyar principalment les noies de les classes altes (el piano era extremadament car al Japó en aquella època i només els més rics podien pagar-se’n un).
Els seus serveis van ser honrats el 1937, quan va ser la primera dona admesa a l'Acadèmia Japonesa de les Arts. La seva germana Kō Andō, tot i que també va ser admesa a l' Acadèmia Japonesa de les Arts el 1942, fou acomiadada pel Conservatori, de manera informal i brusca, el 1943.

Nobu Kōda va morir el 1946 a l'edat de 76 anys a causa d'una malaltia cardíaca. Està enterrada al temple d'Ikegami Honmon-ji, a Ōta, Tòquio.

## Obres destacades
- Sonata per a violí i piano en re menor.
- Sonata per a violí i piano en mi bemoll major.[9]